# Пангберн (Арканзас)
Пангберн (англ. Pangburn, Arkansas) — город, расположенный в округе Уайт (штат Арканзас, США) с населением в 654 человека по статистическим данным переписи 2000 года.

## География
По данным Бюро переписи населения США Пангберн имеет общую площадь в 1,55 квадратных километров, водных ресурсов в черте населённого пункта не имеется.
Город Пангберн расположен на высоте 106 метров над уровнем моря.

## Демография
По данным переписи населения 2000 года в Пангберне проживало 654 человека, 188 семей, насчитывалось 275 домашних хозяйств и 332 жилых дома. Средняя плотность населения составляла около 436 человека на один квадратный километр. Расовый состав Пангберна по данным переписи распределился следующим образом: 98,78 % белых, 0,15 % — чёрных или афроамериканцев, 0,15 % — коренных американцев, 0,31 % — представителей смешанных рас, 0,61 % — других народностей. Испаноговорящие составили 1,53 % от всех жителей города.
Из 275 домашних хозяйств в 30,5 % — воспитывали детей в возрасте до 18 лет, 49,1 % представляли собой совместно проживающие супружеские пары, в 16,0 % семей женщины проживали без мужей, 31,6 % не имели семей. 28,4 % от общего числа семей на момент переписи жили самостоятельно, при этом 16,4 % составили одинокие пожилые люди в возрасте 65 лет и старше. Средний размер домашнего хозяйства составил 2,38 человек, а средний размер семьи — 2,88 человек.
Население города по возрастному диапазону по данным переписи 2000 года распределилось следующим образом: 28,0 % — жители младше 18 лет, 8,1 % — между 18 и 24 годами, 25,1 % — от 25 до 44 лет, 20,8 % — от 45 до 64 лет и 18,0 % — в возрасте 65 лет и старше. Средний возраст жителей составил 36 лет. На каждые 100 женщин в Пангберне приходилось 87,4 мужчин, при этом на каждые сто женщин 18 лет и старше приходилось 84,0 мужчин также старше 18 лет.
Средний доход на одно домашнее хозяйство в городе составил 25 735 долларов США, а средний доход на одну семью — 31 250 долларов. При этом мужчины имели средний доход в 26 750 долларов США в год против 18 594 доллара среднегодового дохода у женщин. Доход на душу населения в городе составил 15 234 доллара в год. 10,1 % от всего числа семей в округе и 15,9 % от всей численности населения находилось на момент переписи населения за чертой бедности, при этом 23,2 % из них были моложе 18 лет и 16,3 % — в возрасте 65 лет и старше.